# More (UNIX)

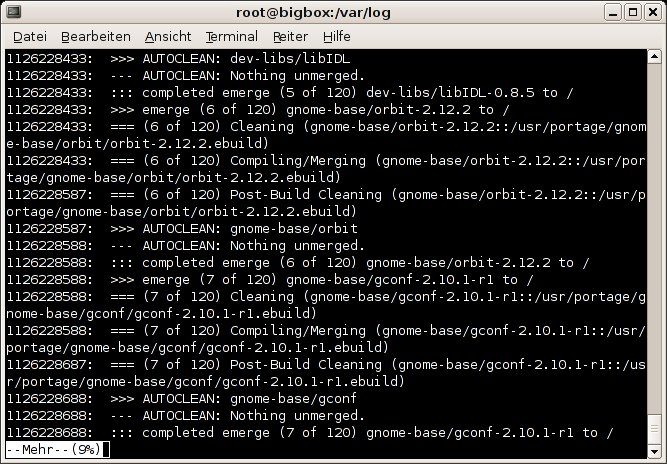
moreでログファイルを表示した例

more（モア）は、Unix系のシステムにおいて、テキストファイルの内容を閲覧するために用いられるプログラムである。この種のプログラムはページャと呼ばれる。moreは非常に原始的なページャで、もともと表示領域を前方向に進めることしかできなかった。しかし、最近の実装では後方向へのスクロールも可能になっている。

## 歴史
moreコマンドは1978年、カリフォルニア大学バークレー校のDaniel Halbertによって書かれた。最初に3.0BSDに含められ、それ以降UNIXシステムの標準プログラムとなった。
MS-DOSにもmoreコマンドのクローンが存在する。

## 使用法
構文は次の通り。
```
more [options] [file_name]
```

ファイル名が指定されなかった場合、moreは標準入力を使用する。
moreコマンドは、入力が与えられると現在のスクリーンに表示できるだけの量のテキストを表示し、ユーザからの入力を待機する。
入力にフォームフィード（改ページ; ^L）が含まれていた場合も、テキストの量に関わらずその位置で待機する。
この際、スクリーンの左下隅に「--More--」という文字と現在の位置を表すパーセンテージが表示される。
ファイルの終端に到達すると、moreは終了する。最も一般的なスクロール方法はEnterキー、Spaceキーである。
それぞれ、行単位、画面単位で表示領域を進める。
使用方法の詳細はmanpageを参照（）。

## 参照
- less